# Synegia ocellata
Synegia ocellata là một loài bướm đêm trong họ Geometridae.